# Cucullia aribac
Cucullia aribac là một loài bướm đêm trong họ Noctuidae.